# Parochmastis dromaea
Parochmastis dromaea är en fjärilsart som beskrevs av Turner 1926. Parochmastis dromaea ingår i släktet Parochmastis och familjen äkta malar. Inga underarter finns listade i Catalogue of Life.